# 鬼人幻燈抄
《鬼人幻燈抄》是日本作家中西元雄（中西モトオ）所著的小說系列，2013年1月起於Arcadia上連載，2015年12月起於成為小說家吧上連載；2019年6月起經雙葉社發行實體書，Tamaki擔綱插圖，出版至今共14卷。2021年5月起由雙葉文庫出版本作的文庫版。改編漫畫由里見有繪製。

## 登場人物

### 葛野篇
甚太／甚夜／葛野甚夜（聲：八代拓、德留慎乃佑（小時候））
本作男主角，作中設定為出生於江戶時代的少年。自幼與妹妹鈴音離家出走時獲得偶遇的男子元治救助撫養，留居在元治的故鄉葛野生活，和元治的女兒白雪日久生情。18歲時（天保十一年）被遴選為村莊巫女的護衛，某日擊退接近村莊的鬼，導致自身繼承了鬼的力量而出現鬼化特徵，但由於妹妹鈴音在村莊遭鬼襲擊時被轉化為鬼，失去了自幼一起成長的白雪。為了討伐鬼離開久住的葛野，將名字改為「甚夜」，展開為期170年橫跨江戶時代、幕末、明治、大正、昭和、平成時代的流浪旅程。直到平成21年再度回到170年後的葛野。
鈴音（聲：上田麗奈）
本作重要的女主角之一，甚太的妹妹。與甚太受元治救助，留居葛野生活，後由於獲悉愛著甚太的白雪選擇和村長的兒子清正結婚大為憤怒，在村莊遭鬼群襲擊時被轉化為鬼殺死白雪，留下「今後一百七十年，將有令全人類滅亡的災厄、永恆統治黑暗的王者誕生」的話語，成為甚太（甚夜）討伐鬼的開端。但在安政三年(1856)時多人因喝了雪之餘韻而變成鬼的事件也跟她有關。
白雪／白夜（聲：早見沙織）
甚太和鈴音的養父元治的親生女兒，與甚太、鈴音一起成長的青梅竹馬，同時是葛野當地信仰制度裡負責奉侍火神的巫女。她雖然和甚太互有情愫，但由於甚太非葛野當地人的後裔遭村長反對戀情，苦惱之下選擇維持巫女的身份職責和村長的兒子清正結婚，後來在村莊遭鬼群襲擊時，死於轉化為鬼的鈴音之手。
清正（聲：熊谷健太郎）
另一位巫女的守護者，他是一位富有愛心和善良的人，村長的兒子。對白雪也有好感，但認為甚太比自己優秀，而沒有主動競爭，還與他結為好友。但兒子的感情被村長看在眼中，於是策劃了他與白雪的婚約，最終導致慘劇的降臨。事後在甚太繼承夜來、改名甚夜開始討伐惡鬼之旅後一直抱著後悔的遺憾活著。有著不錯文學功底的他在友人離開後五十年完成了名為『大和流魂記』的小說，將甚夜與白雪的故事改編成「公主與青鬼」的一篇小說收錄在內流傳於後世，並把自己的懺悔記錄在書的後記之中。直到平成年代甚夜通過吉岡麻衣的解讀才知道了故友的心情。
元治（聲：小林親弘）
是上一任巫女的守護者，也是甚太的養父。
村長（聲：中博史）
葛野村的村長，清正的父親。雖然知道甚太與白雪互有好感，但為了兒子仍利用村長的權力反對兩人結合、讓白雪與清正訂下婚約，而導致慘劇的發生。事後與清正都極為後悔。之後承認甚太有使用夜來的資格，並將原本的神社改建、重新命名為「甚太神社」、選出新的巫女繼續代代相傳，神社與巫女的傳統一直保留到一百七十年後仍然健在。
千歲（聲：社本悠）
餃子店老闆的女兒，與白雪和鈴音是朋友。她暗戀甚太，每當他來訪時，她都會請他吃她最愛的食物──海苔麻糬。在慘劇的發生，事後在甚太繼承夜來、改名甚夜開始討伐惡鬼之旅時，並與甚太約定下次他回來的時候要請他吃海苔麻糬，其食譜一直保留到一百七十年後，而她被村長選為「甚太神社」的初代巫女。
〈同化〉之鬼（聲：白熊寬嗣）
襲擊葛野的兩個惡鬼之一，擁有同化的力量。遭到甚太的討伐而死，死前利用自己的能力將甚太轉化成鬼。不過襲擊葛野與轉化甚太都是〈遠見〉之鬼女為了在一百七十年後的永恆統治黑暗的王者誕生計畫的一部分。
〈遠見〉之鬼女（聲：近藤唯）
襲擊葛野的兩個惡鬼之一。擁有遠視的能力，能夠看到遠處的風景，以及未來尚未成形的景象。預見了鬼族有滅亡的危機，為了拯救同胞，需要令永恆統治黑暗的王者誕生於世，為此將住在葛野的甚太、鈴音兄妹轉化成鬼是必須的條件，於是和〈同化〉之鬼合作襲擊了葛野。雖然對白雪、甚太、鈴音的遭遇也看在眼中並十分同情，但仍為了鬼的未來而選擇了推動事態繼續發展下去，且不為這件慘劇的發生而後悔。

### 江戶篇
善二（聲：峯田大夢）
須賀屋的店員，由於其個性友善，深受批發商和顧客的喜愛。不知甚太／甚夜就是重藏的兒子。
奈津（聲：會澤紗彌）
須賀屋的養女，自幼失去父母，由重藏撫養長大。不知甚太／甚夜就是重藏的兒子，對善二有其好感，在甚太／甚夜替她解決被鬼夜襲的問題後將對方當成兄長般敬重。但卻在安政三年(1856)時因重藏喝了過多雪之餘韻而變成鬼，並要襲擊她，使甚太／甚夜被迫變成半鬼型態斬殺他，讓她得知甚太／甚夜的真正身分，並因恐懼心脫口而出說出「你這個妖怪不要靠近我」，之後不再去蕎麥麵屋「喜兵衛」，不久之後跟善二結婚，但也一直後悔為什麼當初要說出傷害甚太／甚夜的話。在大政奉還時碰巧看著要離開江戶的甚太／甚夜抱著的女兒，並說出「如果當時對他說了溫柔的話，那女孩會不會有我的影子呢」
重藏（聲：相澤正輝）
須賀屋的店主，也是甚太／甚夜的生父。在得知甚夜的經歷後決定將甚夜視為外人(但還會找甚太／甚夜喝酒)，並在夜襲事件後與奈津將話說開。但卻在安政三年(1856)時因喝了過多雪之餘韻而變成鬼，並要襲擊奈津，使甚太／甚夜被迫變成半鬼型態斬殺他
茂助（聲：龜山雄慈）
一個能夠隱身的鬼，無論是外表還是氣息。對於人類和鬼的長年鬥爭感到反感，於是偽裝成人類生活在偏僻的街道上，並遇到名叫初的女性與她結為夫妻，但在妻子被綁架、強姦、溺死，屍體被找到後，他發誓要報仇並開始尋找兇手。之後被妻子的怨恨化成的月步鬼傷成瀕死的重傷，並委託甚太／甚夜阻止月步鬼、替他為妻子報仇。
初（聲：寺崎裕香）
茂助的妻子。而綁架、強姦、殺害她的兇手是兩位奉行所的不良役員，但其死後的怨恨變成了月步鬼，開始無差別殺人，之後被甚太／甚夜討伐並從中得知殺害她的兇手是誰。事後那兩位不良役員都被甚太／甚夜所殺。
阿風／三浦風（聲：茅野愛衣）
蕎麥麵屋「喜兵衛」的看板娘。實際上是活了200年以上的鬼，一開始就看穿甚太／甚夜的真實身份而不說破，直到直次在衛大人委託尋找親大哥事件後才被甚太／甚夜知曉其身份，可以算是本作中最融入人類社會的鬼，與奈津之間的往來也很熱絡，似乎對甚太／甚夜有其好感。之後也猜出安政三年(1856)後奈津不再來蕎麥麵屋「喜兵衛」的原因。
三浦定長兵馬（聲：上田燿司）
「喜兵衛」的店主，他就是直次的哥哥，性格慷慨大方，與他唯一的女兒阿風一起經營「喜兵衛」這家店。但實際上是因為在阿風的異空間庭院中待了快20年，可現實卻只過一個月，而自己已經變老，容貌也改變，使認識他的人都忘了他，只剩弟弟直次還記得他。但似乎已經下定決心不與其弟相認，選擇與阿風一同經營蕎麥麵屋走下去，從一開始就看穿甚太／甚夜的真實身份而不說破。
三浦直次在衛（聲：山下誠一郎）
「喜兵衛」的常客。只有自己還記得哥哥三浦定長兵馬，甚太／甚夜在得知定長兵馬的真實狀況後選擇用善意的謊言使前者放棄尋找其兄的意願。
夜鷹／三浦絹（聲：生天目仁美）
在吉原附近的街道上招攬顧客的妓女。她容貌秀麗，是個神秘的女人。從一開始就知道甚太／甚夜的真實身份而不說破，之後把自身的經歷寫成手記，並流傳到平成時代
秋津染吾郎（聲：遊佐浩二）
他是秋津家族的第三代傳人，是一位金屬工藝大師，以製作梳子和刀劍配件等金屬工藝品而聞名。個性看似十分輕浮的美男子，但實際上是附喪神使，利用器物上的靈魂變出式神來討伐鬼。和甚太／甚夜算是不打不相識。本身不會對人類友善相處的鬼進行討伐。但也警告甚太／甚夜若被他人得知其真正身分，等待著他是被討伐的命運，之後多人因喝了雪之餘韻而變成鬼，與甚太／甚夜一起調查雪之餘韻的源頭，

### 幕末篇
葛野野茉莉（聲：若山詩音）
她是甚太／甚夜／葛野甚夜的養女

### 明治篇
朝顏

### 平成篇
姬川美夜香（聲：羊宮妃那）
是平成21年的「甚太神社」的巫女，也是千歲的後代，與一百七十年後的甚太／甚夜／葛野甚夜同校同班(1年C班)，對於甚太／甚夜／葛野甚夜這個人相當在意
梓屋薰（聲：鈴代紗弓）
是姬川美夜香的同班同學，也是朝顏的後代，與一百七十年後的甚太／甚夜／葛野甚夜同校同班(1年C班)，對於甚太／甚夜／葛野甚夜相當處得來
吉岡麻衣

## 出版書籍

### 小說

#### 單行本
本篇
| 卷數 | 雙葉社 | 雙葉社         | 雙葉社                 | 科幻世界          | 科幻世界   | 科幻世界               | 尖端出版社      | 尖端出版社    | 尖端出版社                                             |
| 卷數 | 副標題 | 發售日期       | ISBN                   | 副標題            | 發售日期   | ISBN                   | 副標題          | 發售日期      | ISBN                                                   |
| ---- | ------ | -------------- | ---------------------- | ----------------- | ---------- | ---------------------- | --------------- | ------------- | ------------------------------------------------------ |
| 1    |        | 2019年6月21日  | ISBN 978-4-575-24185-3 | 葛野篇 泡影往昔   | 2024年11月 | ISBN 978-7-5455-8467-7 | 葛野篇 水泡之日 | 2025年4月2日  | ISBN 978-626-403-620-7 ISBN 978-626-403892-8（電子書） |
| 2    |        | 2019年10月18日 | ISBN 978-4-575-24216-4 | 江户篇 幸福之庭   | 2024年11月 | ISBN 978-7-5455-8466-0 | 江戶篇 幸福之庭 | 2025年7月18日 | ISBN 978-626-434-108-0                                 |
| 3    |        | 2020年2月21日  | ISBN 978-4-575-24253-9 | 江户篇 残雪醉梦   |            | ISBN 978-7-5455-8958-0 |                 |               |                                                        |
| 4    |        | 2020年6月19日  | ISBN 978-4-575-24290-4 | 幕末篇 天邪鬼之理 |            | ISBN 978-7-5455-8957-3 |                 |               |                                                        |
| 5    |        | 2020年10月23日 | ISBN 978-4-575-24339-0 |                   |            |                        |                 |               |                                                        |
| 6    |        | 2021年2月19日  | ISBN 978-4-575-24377-2 |                   |            |                        |                 |               |                                                        |
| 7    |        | 2021年6月18日  | ISBN 978-4-575-24417-5 |                   |            |                        |                 |               |                                                        |
| 8    |        | 2021年10月21日 | ISBN 978-4-575-24457-1 |                   |            |                        |                 |               |                                                        |
| 9    |        | 2022年2月26日  | ISBN 978-4-575-24492-2 |                   |            |                        |                 |               |                                                        |
| 10   |        | 2022年6月22日  | ISBN 978-4-575-24534-9 |                   |            |                        |                 |               |                                                        |
| 11   |        | 2022年10月20日 | ISBN 978-4-575-24574-5 |                   |            |                        |                 |               |                                                        |
| 12   |        | 2023年2月22日  | ISBN 978-4-575-24607-0 |                   |            |                        |                 |               |                                                        |
| 13   |        | 2023年7月26日  | ISBN 978-4-575-24640-7 |                   |            |                        |                 |               |                                                        |
| 14   |        | 2023年11月22日 | ISBN 978-4-575-24697-1 |                   |            |                        |                 |               |                                                        |

短篇集
| 卷數 | 雙葉社 | 雙葉社        | 雙葉社                 |
| 卷數 | 副標題 | 發售日期      | ISBN                   |
| ---- | ------ | ------------- | ---------------------- |
| 1    |        | 2024年8月28日 | ISBN 978-4-575-24763-3 |

#### 文庫版
| 卷數 | 雙葉文庫 | 雙葉文庫      | 雙葉文庫               |
| 卷數 | 副標題   | 發售日期      | ISBN                   |
| ---- | -------- | ------------- | ---------------------- |
| 1    |          | 2021年5月13日 | ISBN 978-4-575-52471-0 |
| 2    |          | 2021年9月9日  | ISBN 978-4-575-52501-4 |
| 3    |          | 2022年3月10日 | ISBN 978-4-575-52554-0 |
| 4    |          | 2022年9月8日  | ISBN 978-4-575-52606-6 |
| 5    |          | 2023年3月15日 | ISBN 978-4-575-52652-3 |
| 6    |          | 2023年9月13日 | ISBN 978-4-575-52693-6 |
| 7    |          | 2024年3月13日 | ISBN 978-4-575-52739-1 |
| 8    |          | 2024年9月11日 | ISBN 978-4-575-52793-3 |
| 9    |          | 2025年3月12日 | ISBN 978-4-575-52835-0 |

### 漫畫
| 卷數 | 雙葉社        | 雙葉社                 |
| 卷數 | 發售日期      | ISBN                   |
| ---- | ------------- | ---------------------- |
| 1    | 2021年9月9日  | ISBN 978-4-575-44004-1 |
| 2    | 2022年3月10日 | ISBN 978-4-575-44015-7 |
| 3    | 2022年9月8日  | ISBN 978-4-575-44024-9 |
| 4    | 2023年3月15日 | ISBN 978-4-575-44034-8 |
| 5    | 2023年9月13日 | ISBN 978-4-575-44041-6 |
| 6    | 2024年2月29日 | ISBN 978-4-575-44047-8 |
| 7    | 2024年9月11日 | ISBN 978-4-575-44060-7 |
| 8    | 2025年3月19日 | ISBN 978-4-575-44077-5 |

## 迴響
本作入圍2020年電子漫畫大賞（電子漫畫大獎）（みんなが選ぶ!!電子コミック大賞）輕小說部門提名名單，小說版在2024年入圍樂天kobo電子書籍獎的輕小說部門賞決選，最終贏得該部門大賞。

## 電視動畫
2021年9月9日，宣佈正在進行動畫化的計劃。原定於2024年6月底在東京都會電視台播映，但因製作問題延期至2025年3月連續播出兩季度。

### 製作人員
- 原作：中西元雄
- 導演：相浦和也
- 劇本統籌：赤尾凸
- 人物設定：池上太郎
- 道具設計：杉村友和
- 美術設定：、磯邊結、新妻雅行
- 色彩設計：大西峰代
- 3D導演：遠藤誠
- 攝影監督：宮坂凌平
- 編輯：廣瀨清志、山條裕香
- 音樂：高田龍一、廣川惠一、高橋邦幸
- 音響導演：原口昇
- 音響製作：
- 動畫製作：橫濱動畫研究所（日语：横浜アニメーションラボ）[9]

### 主題曲
片頭曲
（第1部分）
演唱、作曲：NEE，作詞：
Ash（第2部分）
演唱：［Alexandros］，作詞、作曲：川上洋平
片尾曲
（第1部分）
演唱：Hilcrhyme，作詞：TOC、仲宗根泉，作曲：TOC、仲宗根泉、WAPLAN，編曲：WAPLAN
円鈴（第2部分）
演唱：FAKE TYPE.，作詞：TOPHAMHAT-KYO，作曲：DYES IWASAKI

### 各话列表
| 话数     | 标题                 | 剧本       | 分镜     | 演出                 | 作画監督 | 总作画監督 | 首播日期       |
| -------- | -------------------- | ---------- | -------- | -------------------- | --- | ---------- | -------------- |
| 第一话   | 鬼与人               | 赤尾凸     | 相浦和也 | 清积纪文             | 宫坂百合、村山章子、柴田由香 | 池上太郎   | 2025年 3月31日 |
| 第二話   | 鬼的女儿             | 赤尾凸     | 顶真司   | 稻村保奈美           | 饭冢叶子、芝田千纱、Shin Na La、Lee Se Jong | 池上太郎   | 4月8日         |
| 第三話   | 貪婪吞噬之物（上篇） | 谷村大四郎 | 宮澤凌平 | 佐藤霸月、稻村保奈美 | 芝田千紗、周豐炎、橋本有加、日影工房、Fan Dong Dong、Yin Shao Feng、Hwang Hyungrak | 池上太郎   | 4月15日        |
| 第四話   | 貪婪吞噬之物（下篇） | 谷村大四郎 | 小林一三 | 佐藤霸月             | 飯飼一幸、Park Shin-jun、Dong hoon、Beak yeon-ju、Gang seong gwon、Han tae ho | 池上太郎   | 4月22日        |
| 第五話   | 幸福之庭（上篇）     | 赤尾凸     | 小林一三 | 稻村保奈美           | 周豐炎、Shin Na ra、FAN DONG DONG、yin shao feng、HWANG HYUNGRAK | 池上太郎   | 4月28日        |
| 第六話   | 幸福之庭（下篇）     | 赤尾凸     | 小林一三 | 益子里花             | 金正男、吳賢景、森悦史、松本勝次、旨汁、杉山、CHEN JIAXING、LI SHAOCHUAN、ZENG SHAN | 池上太郎   | 5月6日         |
| 第七話   | 宵色中的九段坂詛咒   | 小森佐治   | 小川優樹 | 新井進二             | Heo.Jae-young、Kim.Hyun-ah、Kwon.Yong-sang、CHEN JIAXING、LI SHAOCHUAN、ZENG SHAN | 池上太郎   | 5月13日        |
| 第八話   | 花宵簪（上篇）       | 赤尾凸     | 小林一三 | 高瀨須美佳           | Baek yeon-ju、Choi Jeong-hwa、Han Mi-ok、Park Joo-hyun、Kim chuno、Park Shin-jun、Bak hyeon a、fan dong dong、sun qiang、wang xiao ming、CHEN JIAXING、LI SHAOCHUAN、ZENG SHAN、FAN DONG DONG、yin shao feng、HWANG HYUNGRAK | 池上太郎   | 5月20日        |
| 第九話   | 花宵簪（下篇）       | 赤尾凸     | 大原實   | 川部真也             | Woo Keum young、Won Eun sook、Youn Hi young、Lim Sou kyoung、Kwon Oh sik、FAN DONG DONG、yin shao feng、HWANG HYUNGRAK | 池上太郎   | 5月27日        |
| 第十話   | 雨夜鷹               | 谷村大四郎 | 村田和也 | 益子里花             | O So Won、Chae Gwang Hwan、Choi Zi O、Prodefy | 池上太郎   | 6月3日         |
| 第十一話 | 殘雪醉夢（上篇）     | 谷村大四郎 | 小林一三 | 佐藤霸月             | Youn Hi young、Kwon Oh sik、Woo Keum young、Won Eun sook、Lim Sou kyoung | 池上太郎   | 6月10日        |
| 第十二話 | 殘雪醉夢（中篇）     | 谷村大四郎 | 小林一三 | 稻村保奈美           | 村山章子、宮坂百合、周豐炎、Shin Na ra、Lee Se Jong、Kim Jeong Sun、Fan Dong Dong、Yin Shao Feng、Hwang Hyungrak | 池上太郎   | 6月17日        |
| 第十三話 | 殘雪醉夢（下篇）     | 谷村大四郎 | 小川優樹 | 佐藤霸月             | 宮坂百合、周豐炎、村山章子、Min Hyun Suk、An Hyu Jeung、Fan Dong Dong、Yin Shao Feng、Hwang Hyungrak、Triple A | 池上太郎   | 6月24日        |
| 第十四話 | 妒意的化身           | 谷村大四郎 | 藤原良二 | 遠藤良柄             | 南伸一郎、Kim Hyeona、Kim Jeongwoo、Lee youngmi、Cho Wonha、Heo Jaeyoung、sun qiang、fan dong dong、liu qi qi、zhang qian ru、HYUN GRAK                                                                                      | 池上太郎   | 7月15日        |
| 第十五話 | 妖刀夜談～飛刀～     | 赤尾凸     | 小林一三 | 鈴木賢人             | sun qiang、fan dong dong、liu qi qi、zhang qian ru、HYUN GRAK | 池上太郎   | 7月22日        |
| 第十六話 | 天邪鬼之道           | 小森佐治   | 河田凌   | 河田凌               | 村山章子、宮坂由里、周豐炎、sun qiang、fan dong dong、lui qi qi、zhang qian ru、HYUN GRAK | 池上太郎   | 7月29日        |
| 第十七話 | 臻於劍境             | 小森佐治   | 村田和也 | 佐藤霸月             | sun qiang、fan dong dong、liu qi qi、zhang qian ru、HYUN GRAK | 池上太郎   | 8月5日         |
| 第十八話 | 茶間漫談             | 赤尾凸     | 相浦和也 | 鈴木賢人             | sun qiang、fan dong dong、liu qi qi、zhang qian ru、HYUN GRAK、Triple A | 池上太郎   | 8月12日        |
| 第十九話 | 流轉                 | 小森佐治   | 江崎慎平 | 江崎慎平             | 酒井秀基、桂憲一郎、小野步美、關口雅浩、龜田朋幸、和田伸一、島田英明、藤川太 | 池上太郎   | 8月19日        |

### BD
| 卷數 | 發售日期           | 收錄話數 | 規格編號  |
| ---- | ------------------ | -------- | --------- |
| BOX  | 2025年12月24日予定 | 全24話   | BCXA-2002 |

## 外部連結
- 成為小說家吧官方網站（日語）
- 雙葉社特設網站（日語）
- 小說的X（前Twitter）（日語）
- 《鬼人幻燈抄》電視動畫官方網站（日語）
- 《鬼人幻燈抄》電視動畫官方的X（前Twitter）